# باگرات سایادیان
باگرات گئورگی سایادیان (ارمنی: Բագրատ Գևորգի Սայադյան؛  زادهٔ ۲۱ مارس ۱۹۰۲ - درگذشته ۲۳ ژانویهٔ ۱۹۷۵) پزشک، ماما اهل ارمنستان بود.

## زندگی‌نامه
وی در ۳ آوریل [سبک قدیمی: ۲۶ مارس] ۱۹۰۲ در مزرعه به دنیا آمد و از دانشگاه پزشکی دولتی ایروان (۱۹۲۷) فارغ‌التحصیل گشت. همچنین برندهٔ جوایزی همچون نشان پرچم سرخ کار، پزشک شایسته ارمنستان شوروی (۱۹۴۴) و دانشمند شایسته ارمنستان شوروی () شده‌است. وی در ۲۳ ژانویهٔ ۱۹۷۵ در سن ۷۲ سالگی در ایروان درگذشت.

## یادداشت
1. ↑  բժշկական գիտությունների դոկտոր